# Dariba
Dariba är en ort i Indien.   Den ligger i distriktet Rajsamand och delstaten Rajasthan, i den centrala delen av landet, 500 km sydväst om huvudstaden New Delhi. Dariba ligger 494 meter över havet och antalet invånare är 3 076.
Terrängen runt Dariba är platt. Runt Dariba är det ganska tätbefolkat, med 214 invånare per kvadratkilometer. Närmaste större samhälle är Kapasan, 19,5 km öster om Dariba. Trakten runt Dariba består till största delen av jordbruksmark.